# Nationalpark Prespa
Der Nationalpark Prespa (albanisch Parku Kombëtar i Prespës) ist ein 27.750 Hektar großer Nationalpark in Südostalbanien. Er hat einen internationalen Schutzstatus als Nationalpark (IUCN-Kategorie II).
Das Gebiet umfasst den südwestlichen, albanischen Teil des Prespasees und des Kleinen Prespasees mit ihren Ufern und dem Umland. Im Nordwesten liegt der Mali i Thatë (2287 m ü. A.). Die Gemeinde Pustec und einige Dörfer der Gemeinde Devoll liegen innerhalb des Parks. Das abgeschiedene Gebiet liegt im Bereich des Grünen Bands.
Der Nationalpark wurde durch Gesetz von 1999 geschaffen. Er war das Resultat von Bemühungen auf allen drei Seiten der Grenzen, das insbesondere für Zugvögel bedeutende Gebiet besser zu schützen. Treibende Kräfte hinter dem Projekt waren nebst einer albanischen Naturschutzorganisation die Deutsche Gesellschaft für Technische Zusammenarbeit und Euronatur. Schon länger bestehen mit dem Galičica-Nationalpark und dem Nationalpark Prespes Schutzgebiete in Nordmazedonien und in Griechenland, die durch den albanischen Park miteinander verbunden wurden. Es besteht auch ein trinationales Abkommen, das den Schutz der Prespaseen auch über die Nationalparkgrenzen hinaus regeln soll.
Der See ist sehr fischreich und Lebensraum für viele seltene Tier- und Pflanzenarten. Besonders bedeutsam ist er als Brut- und Überwinterungsplatz für viele seltene Vogelarten, zum Beispiel den Rosapelikan (Pelecanus onocrotalus) und den Krauskopfpelikan (Pelecanus crispus). Die Prespaseen sind besonders schützenswerte Feuchtgebiete im Sinne der Ramsar-Konvention.
Rund die Hälfte des Gebiets ist Wald. 7000 Hektar zählen zur Kernzone, mehrheitlich in abgelegenen, gebirgigen Gebieten. Die Wasserfläche umfasst etwa 5000 Hektar.
An den Ufern des Prespasees und auf der Insel Maligrad finden sich mehrere alte Kapellen. Höhlen zeugen von der langen Besiedlungsgeschichte des Gebiets. Besonders bedeutsam ist die Höhle von Tren, ein Naturdenkmal und Kulturgut an westlichen Ende des Kleinen Prespasees.
Von der nordmazedonischen Grenze im Norden führt eine asphaltierte Straße nach Süden, die die Dörfer am Westufer des Sees erschließt. Sie verlässt den Park im Südwesten am Pass Qafa e Zvezdës (dt.: Sternenpass, 1099 m ü. A.) in Richtung Korça. Die Dörfer im Süden am Kleinen Prespasee sind durch eine weitere Straße erschlossen. Es leben rund 5000 Menschen im Nationalpark – die zwölf Dörfer gehören zur Entwicklungszone. Eine Pufferzone liegt zwischen dieser und den Kernzonen.